# Uruguay durante la Primera Guerra Mundial

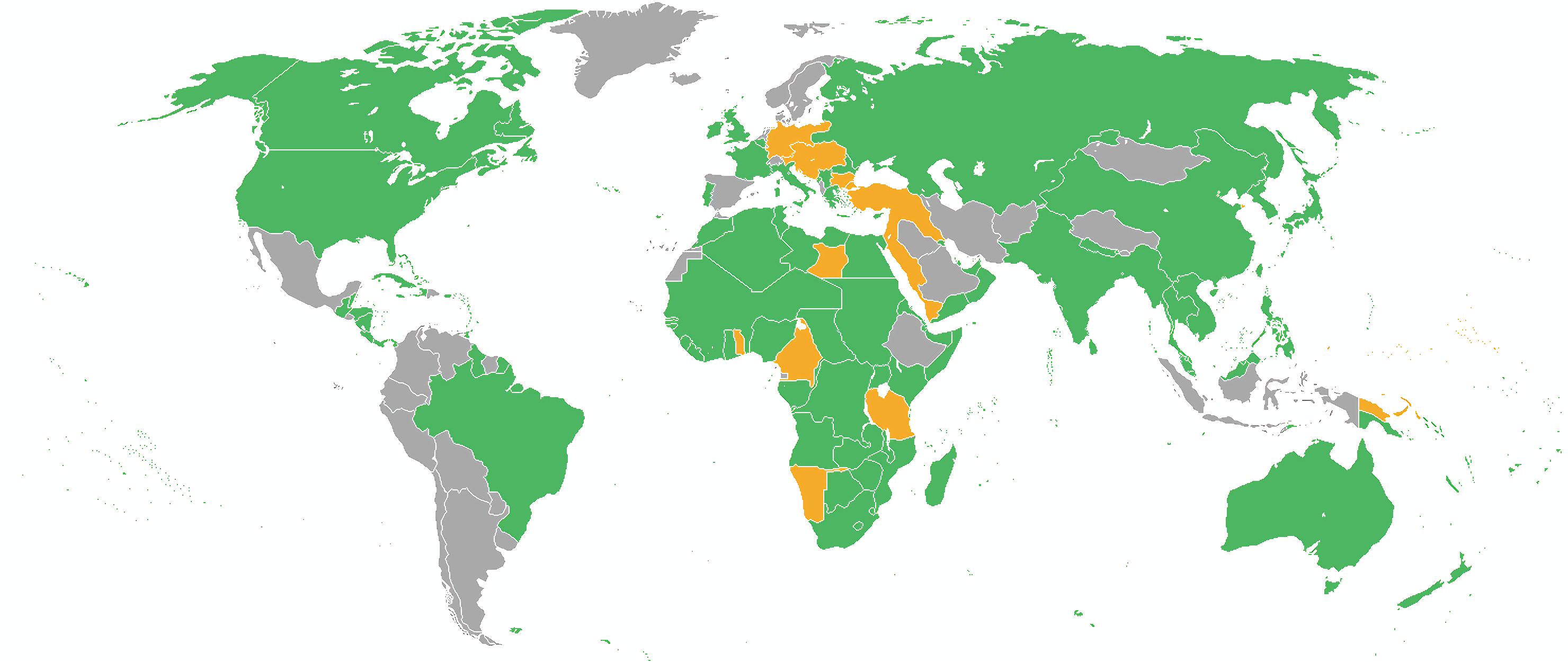
Los participantes en la Primera Guerra Mundial. Aquellos que lucharon junto a los Aliados están en verde, las Potencias centrales en naranja, y los países neutrales en gris.

Uruguay en la Primera Guerra Mundial se mantuvo neutral durante toda la Gran Guerra, que duró desde 1914 hasta 1918. No obstante esa neutralidad no libró a Uruguay de sufrir tensiones diplomáticas y efectos económicos que sucedieron por el conflicto.

## Historia

Vista panorámica de Montevideo en el año 1907.

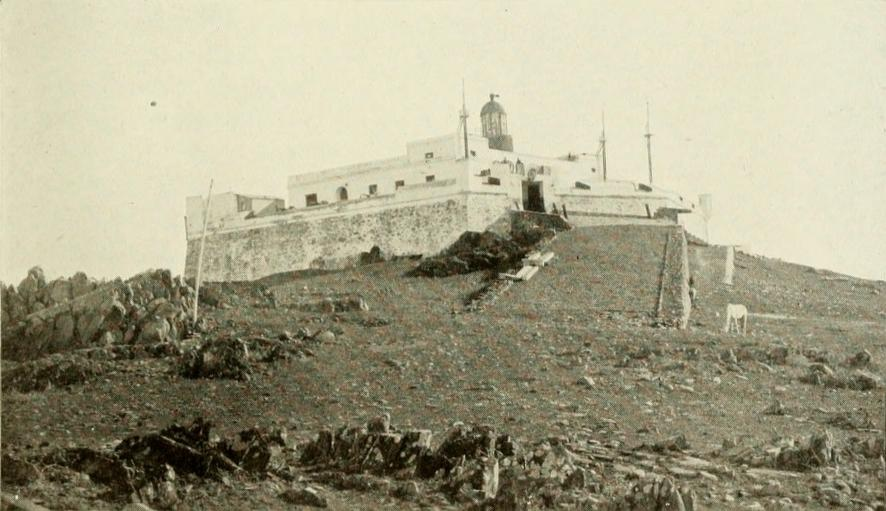
Fortaleza General Artigas en el año 1911.

En el momento en que se inició la guerra tras la crisis de julio de 1914, gobernaba Uruguay el presidente José Batlle y Ordóñez, quien declaró oficialmente la neutralidad de Uruguay en la guerra el 4 de agosto de 1914. La situación se mantuvo cuando José Batlle fue sustituido por Feliciano Viera en la presidencia de Uruguay. El ministro de Asuntos Exteriores Baltasar Brum y el embajador uruguayo en Washington Carlos María de Pena eran claramente favorables a estrechar relaciones con Estados Unidos.
En esa época Uruguay tenía fuertes lazos económicos con el Reino Unido y la influencia de Estados Unidos ("Doctrina Monroe") en el continente americano cada vez era mayor. El año anterior, 1913, Uruguay había sufrido una crisis económica, motivada principalmente por la gestión del Banco de la República. La neutralidad de Uruguay fue definida como "neutralidad anglófila".

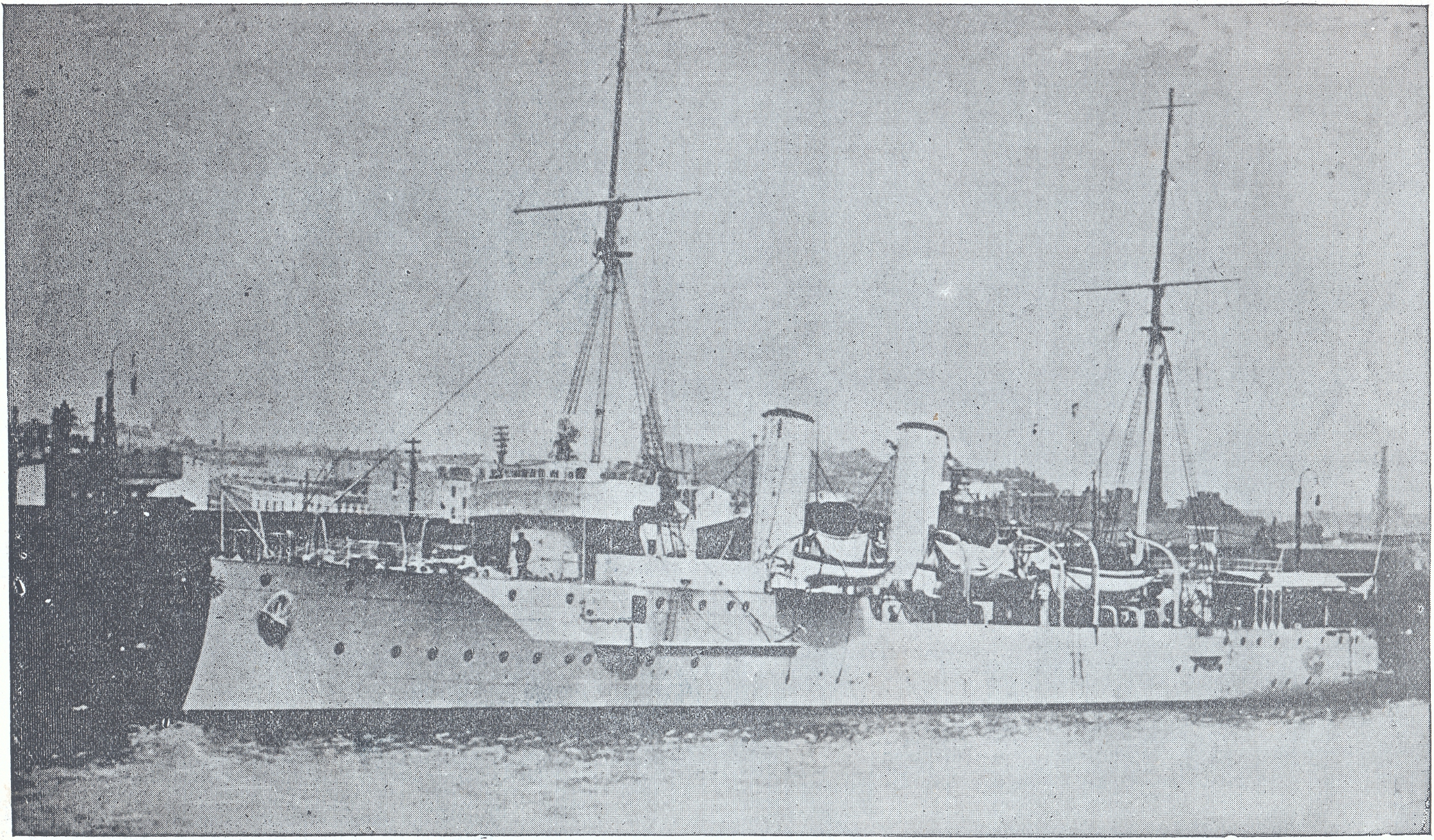
Torpedero Uruguay de la Armada Nacional del Uruguay, entró en servicio en 1910 y fue dado de baja en 1951.

Hubo tensiones en la neutralidad de Uruguay cuando Estados Unidos entró en la guerra por el bando de los aliados el 6 de abril de 1917. Brasil acabaría declarando la guerra a las potencias centrales el 26 de octubre de ese año. Por contra, Argentina se mantuvo neutral toda la guerra. Uruguay acabó rompiendo relaciones diplomáticas con el Imperio alemán el 7 de octubre de 1917 y con el Imperio austrohúngaro también a finales de ese año.
En Uruguay las colonias de ingleses, franceses o italianos (o sus descendientes) eran superiores a la de alemanes pero en Brasil se calculaba que había unos 400.000 alemanes o descendientes suyos, y se temía que estos pudieran provocar alguna reacción violenta en la frontera entre Brasil y Uruguay, por lo que el gobierno uruguayo intentó comprar armas al gobierno de Estados Unidos pero finalmente no se adquirió nada.

Celebración del fin de la Primera Guerra Mundial. Esquina de la Avenida 18 de Julio y la calle Julio Herrera y Obes.

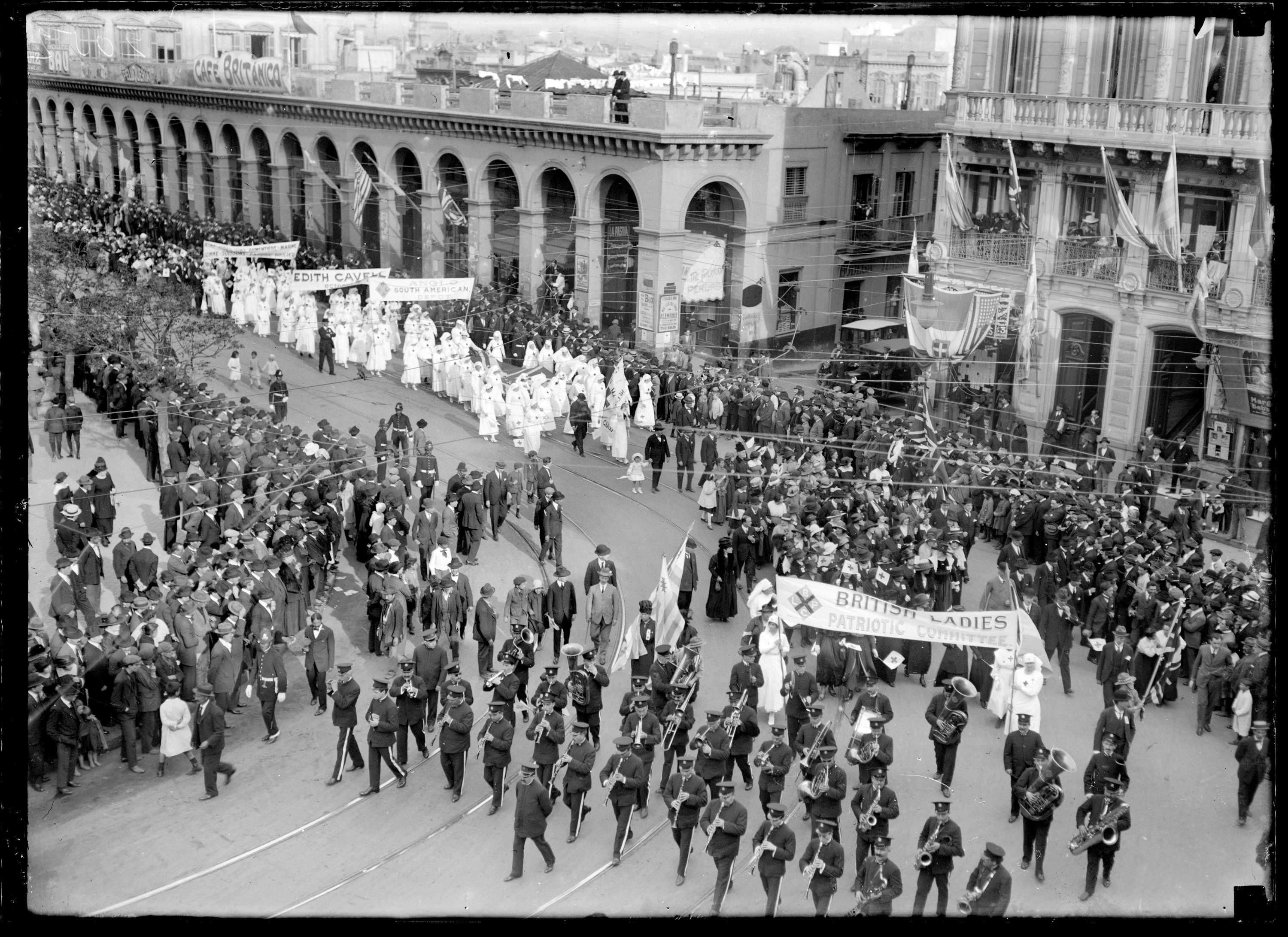
Celebración del armisticio de la Primera Guerra Mundial, noviembre de 1918.

Económicamente durante la guerra Uruguay sufrió "inflación importada". En 1914 el impacto inicial de la guerra provocó una crisis económica por la caída del comercio internacional, el abandono del patrón oro y la declaración de impago ("default") de la deuda a finales de ese año. En los años siguientes la economía mejoraría por el aumento de las exportaciones. Al acabar la guerra volvió a haber una caída económica y una deflación.
Al finalizar oficialmente la guerra en 1919 con la firma del Tratado de Versalles Uruguay estuvo entre los firmantes del mismo y fue uno de los miembros fundadores de la Sociedad de las Naciones. El impacto de la guerra sentó las bases de la depresión económica que sucedería en la década de 1920.